# MAZ-516
Der MAZ-516 (russisch МАЗ-516) ist ein sowjetischer Lastwagen aus der Produktion des Minski Awtomobilny Sawods. Das dreiachsige Fahrzeug basierte zunächst auf dem MAZ-500 und ab 1977 auf dem Nachfolger MAZ-5335.
Der MAZ-516 war einer von nur drei Dreiachsern, die in den 1960er- und 1970er-Jahren in Minsk in Serie gebaut wurden. Mit dem MAZ-514 gab es noch ein ähnliches Modell mit zwei angetriebenen Hinterachsen. Auf diesem Typ basierte auch die schwere Zugmaschine MAZ-515.

## Fahrzeugbeschreibung

Frontansicht des gleichen Modells

Seitenansicht

Der erste Prototyp vom Typ MAZ-516 wurde bereits im Januar 1966 gebaut. Es handelte sich um einen verlängerten MAZ-500, der zusätzlich um eine Liftachse ergänzt wurde. Auf diese Art konnte die Zuladung auf 16,5 Tonnen angehoben werden – mehr als das Doppelte des Grundmodells. Auf eine Serienfertigung wurde zunächst verzichtet. Erst im Januar 1969 begann das Werk in Minsk mit der Produktion der Maschinen.
Die Fahrzeuge wurden zunächst von einem Sechszylinder-Viertakt-Dieselmotor vom Typ JaMZ-236 angetrieben. Der Kühlergrill ist, wie bei der gesamten Fahrzeugfamilie, charakteristisch für die erste Generation. Er besteht aus dicht aneinandergereihten senkrechten Metallstreben. Die Scheinwerfer sind neben dem Grill in der Karosserie eingelassen und es existieren keine seitlichen Blinker hinter den Türen.
Beim Grundmodell MAZ-500 erfolgte die erste Überarbeitung bereits 1970. Beim MAZ-516 dagegen wartete man bis 1973. Ab diesem Zeitpunkt lief das Modell unter der Bezeichnung MAZ-516A vom Band. Wie auch in der Grundausführung wurde der Kühlergrill durch ein anderes Fabrikat ersetzt. Er entsprach nun jenem am MAZ-500A und hatte keine senkrechten Streben mehr, sondern größere rechteckige Unterteilungen. Außerdem wurden Blinker hinter den Türen auf der Höhe der Türgriffe ergänzt. Wichtigste Änderung war aber, dass der Lastwagen nun einen leistungsfähigeren Achtzylinder-Dieselmotor vom Typ JaMZ-238E mit einer Leistung von 265 PS (195 kW) erhielt.
Der MAZ-516A wurde bis 1977 in Serie gebaut. Danach erfolgte eine erneute Umstellung auf das Modell MAZ-516B. Es basiert nicht mehr auf dem MAZ-500, sondern auf dem Nachfolger MAZ-5335. Entsprechend änderte sich der Kühlergrill erneut, nun wurde eine Version mit Rechteckstruktur verbaut, wobei die einzelnen Rechtecke bedeutend kleiner wurden. Die Frontscheinwerfer wanderten in die Stoßstange, an ihre Stelle in der Karosserie traten Blinker. Außerdem wurden die Lastwagen ab diesem Zeitpunkt mit einem stärkeren Motor vom Typ JaMZ-238N ausgerüstet, der 300 PS (221 kW) leistet. 1980 wurde die Fertigung des Fahrzeugs eingestellt. Genaue Gründe sind nicht bekannt, allerdings baute ab 1976 KAMAZ ähnliche belastbare, modernere Fahrzeuge in sehr großen Stückzahlen.
Die Fertigung der Dreiachser aus Minsk blieb über die gesamte Bauzeit hinweg, anders als bei den zweiachsigen Varianten, sehr gering. Insgesamt wurden von allen Versionen, also dem MAZ-514, MAZ-515 und dem MAZ-516 nur etwa 1000 bis 1500 Exemplare gefertigt. Anfang der 1980er-Jahre begann die Fertigung der völlig neu entwickelten dreiachsigen Sattelzugmaschine MAZ-6422. Darüber hinaus wurden erst nach dem Zerfall der Sowjetunion bei MAZ wieder Dreiachser gebaut. Erstes Modell mit verschiedenen Aufbauten war ab Anfang der 1990er-Jahre der MAZ-6303.

## Technische Daten
Die hier aufgeführten Daten gelten für den MAZ-516, wie er vom Hersteller ab 1969 gefertigt wurde.
- Motor: Viertakt-V6-Dieselmotor
- Motortyp: JaMZ-236
- Leistung: 180 PS (132 kW) bei 2100 min−1[4]
- Hubraum: 11,15 l
- Bohrung: 130 mm
- Hub: 140 mm
- Maximales Drehmoment: 67 kp·m (657 N·m) bei 1500 min−1
- Verdichtung: 16,5:1
- Getriebe: manuelles Fünfgang-Schaltgetriebe mit Rückwärtsgang
- Höchstgeschwindigkeit: 85 km/h
- Treibstoffverbrauch: 30 l/100 km
- Bordspannung: 24 V
- Lichtmaschine: 500 W
- Anlasser: 9,5 PS
- Batterie: 2 × 165 Ah, 12 V, in Reihe verschaltet
- Antriebsformel: 6×2, mittlere Achse angetrieben, hintere Achse als Liftachse ausgeführt

Abmessungen und Gewichte
- Länge: 8520 mm
- Breite: 2500 mm
- Höhe: 2650 mm
- Radstand: 3850 + 1455 mm
- Wendekreis: 22 m
- Länge der Ladefläche: 6200 mm
- Ladefläche: 14,5 m²
- Spurweite vorne: 1970 mm
- Spurweite hinten: je 1866 mm (Doppelbereifung)
- Bodenfreiheit: 270 mm
- Leergewicht: 8800 kg
- Zuladung: 15.500 kg in der Exportversion
- zulässiges Gesamtgewicht: 24.300 kg
- Reifengröße: 11,00-20″ oder 12,00-20″ Niederdruckreifen